# Бара (албум)
Бара је деби студијски албум српског певача и репера Стефана Димитријевића Леона издат 2023. године уз подршку Сокербета. За све песме снимљени су музички спотови, и објављени на јутјуб каналу репера. Као гост вокал у песми Крипто појављује се Бресквица. Такође је на албуму песма Mucho te querro, дует са Фоксом.

## Списак песама
| №  | Назив           | Трајање |  |
| 1. | Мили мили       |         |  |
| 2. | Крипто          |         |  |
| 3. | Mucho te querro |         |  |
| 4. | Она рока        |         |  |
| 5. | Боли глава      |         |  |
| 6. | Бара            |         |  |
| 7. | Сипај           |         |  |
| 8. | Црне паре       |         |  |